# ゴナーバード・カナート
ゴナバード・カナート（ゴナバード・カーリーズ）は、世界で最も深く、最も古い部類に属するカナート（カーリーズ）である。ガサベ・カナートとも呼ばれ、古代の文書、およびナセル・ホスロの旅行記と伝聞では、カリーズ・カイ・ホスローとも呼ばれていた 。イラン北東部ラザヴィー・ホラーサーン州ゴナーバード行政区にある。

ゴナーバードカレス放棄されたセクション

イランの世界遺産である、ペルシア式カナートの一つである。ペルシア式カナートは、紀元前のペルシアで生まれ、世界に伝播していった。現代のイランにも数多く残り、その中でも技術や立地の点で代表的と見なされる11か所のカナートが、ペルシア式カナートとして世界遺産に登録されている。

## ユネスコ世界遺産ゴナバード・カナートの碑文
イランの水道橋は、2016年7月15日にトルコのイスタンブールで開催されたイスタンブールサミットのユネスコ世界遺産リストに含まれており、ゴナーバード・カナートも、登録された11のカナートのうちの1つであった。

ゴナーバード

最も古い時間測定技術である水時計